# Andrej Cherkaev
Andrej Cherkaev (russisch: Андрей Всеволодович Черкаев; * 1. März 1950) ist ein russisch-US-amerikanischer Mathematiker und Hochschullehrer.

## Leben
Cherkaev studierte Mathematik am Leningrader Polytechnischen Institut. Er schloss sein Studium 1973 mit dem Diplom ab. Cherkaev promovierte dort 1975 bei Konstantin Anatol'evich Lurie mit einer Arbeit zum Thema Optimization of Composite Structures.
Von 1975 bis 1989 arbeitete er als wissenschaftlicher Mitarbeiter am Joffe-Institut der Russischen Akademie der Wissenschaften. Daneben war er von 1984 bis 1988 Assistant Professor an der Leningrader Technischen Universität.
1988 habilitierte er sich an der Staatlichen Universität Sankt Petersburg. Von 1989 bis 1990 war er Professor an der Abteilung für Angewandte Mathematik der Sankt Petersburger Technischen Universität für Meereskunde. 1991 hatte er einen Gastaufenthalt am Courant Institute of Mathematical Sciences of New York University der New York University.
Seit 1992 ist er Professor für Mathematik an der University of Utah.
Cherkaev wurde auf viele Konferenzen als Vortragender eingeladen und war an der Organisation zahlreicher Kongresse und Workshops beteiligt.

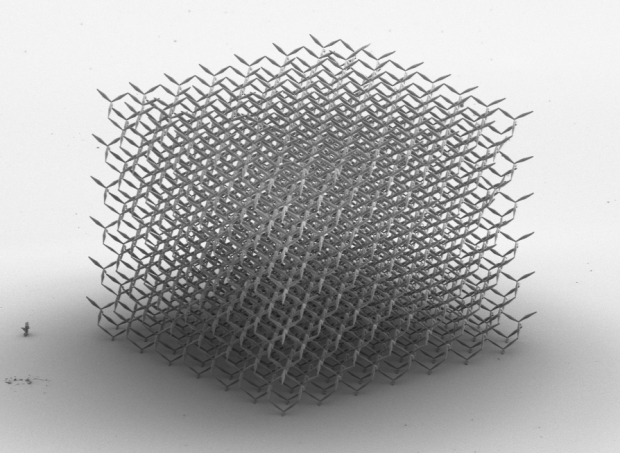
Rasterelektronenmikroskop-Aufnahme einer 300 μm großen Pentamode-Struktur

## Forschungsinteressen
Cherkaev forscht auf dem Gebiet der Variationsrechnung, der Strukturoptimierung, der Homogenisierung, der Physik und Mechanik inhomogener Medien, der Dynamik instabiler und zerstörbarer Materialien. Cherkaev beschäftigt sich mit der mathematischen Beschreibung von Materialien, die aus verschiedenen Stoffen zusammengesetzt sind. Das Ziel ist, durch die geschickte Kombinierung verschiedener Stoffe in passend ausgewählter Geometrie ein Material mit bestimmten gewünschten Eigenschaften zu erzeugen.
1995 sagte Cherkaev zusammen mit Graeme Milton die Existenz von Pentamode-Materialien voraus; das sind Festkörper, die sich wie Flüssigkeiten verhalten. 2012 entwickelte Martin Wegener am Karlsruher Institut für Technologie ein Verfahren, diese Materialien mit 3-D-Druckern herzustellen. Die Firma Carbon3D Inc. in Silicon Valley stellte auf diese Weise Fahrradsättel her. In Salt Lake City, einem erdbebengefährdeten Landstrich, werden Erdbebenisolatoren entwickelt, die Pentamode-Materialien als Schichten zwischen die Fundamentplatten einfügen. Das sind Fundamentschichten, die bei einem Erdbeben die Erdstöße auffangen und so verhindern sollen, dass das Gebäude sich bewegt.
Das Cherkaev-Lurie-Milton-Theorem (CLM-Theorem) ist nach Andrej Cherkaev, Konstantin Anatol'evich Lurie und Graeme Milton benannt. Es liefert genaue Ergebnisse für die effektiven Elastizitätsmoduli von 2D-Verbunden.

## Ämter, Mitgliedschaften
2002 wurde Cherkaev zum Mitglied der Europäischen Akademie der Wissenschaften und Künste gewählt. Seit 2003 ist er Mitglied des Internationalen Beirats für das Archiv der Mechanik und seit 2004 Mitglied des Herausgebergremiums Strukturoptimierung.

## Trivia
Zusammen mit Elena Cherkaev bietet Andrej Cherkaev auf seiner Homepage eine umfangreiche Sammlung mathematischer Witze.

## Veröffentlichungen (Auswahl)
- Optimal Three-Material Wheel Assemblage of Conducting and Elastic Composites in International Journal of Engineering Science, Volume 59, 2012, S. 27–39.
- Bounds for effective properties of multimaterial two-dimensional conducting composites and fields in optimal composites in Mechanics of Materials 41, S. 411–433, 2009
- Variational methods for Structural Optimization, Springer Verlag, 2000, ISBN 0-387-98462-3
- als Herausgeber mit Robert V. Kohn: Topics in the Mathematical Modelling of composite materials (= Progress in Nonlinear Differential Equations and their Applications. 31). Birkhäuser, Boston MA u. a. 1997, ISBN 0-8176-3662-5.
- mit Graeme Milton: Which Elasticity Tensors are Realizable?, 1995, Journal of Engineering Materials and Technology. 117 (4): 483. doi:10.1115/1.2804743 Download als PDF
- mit A.Melnic, T.Romanova, I.Poljakova, A.Mjagy: Dynamic head of loud-speaker, Author’s certificate N1304177 am 15. Dezember 1986, Patent
- On the problem of formulating the problem of optimal design of freely oscillating structures, PMM, J. Appl. Math. and Mech., 1978, 42, N.1, S. 194–197.

## Vorträge von Andrej Cherkaev bei Youtube
- Cherkaev A. — Plenary lecture, 2021
- Compatibility and Damage Propagation in Frames and Lattices | Andrej Cherkaev (University of Utah), 2020